# Вальтерсхаузен, Герман Вольфганг фон
Герман Вольфганг фон Вальтерсхаузен (фамилия полностью — Сарториус фон Вальтерсхаузен, нем. Hermann Wolfgang Sartorius von Waltershausen; 12 октября 1882, Гёттинген — 13 августа 1954, Мюнхен) — немецкий композитор, музыковед, дирижёр, музыкальный педагог. Сын экономиста Августа Сарториуса.
Начал заниматься музыкой в Страсбурге у Мари Жозефа Эрба. С 1901 г. жил в Мюнхене и изучал композицию под руководством Людвига Тюйе, с 1905 г. начал также брать уроки игры на фортепиано у Августа Шмида-Линднера. С 1917 года вёл частный музыкальный семинар, в котором в разное время занимались многие заметные музыканты — в частности, Ойген Йохум. В 1920—1933 гг. преподавал также в мюнхенской Государственной академии музыки, с установлением власти нацистов вернулся к частной педагогической практике.
Композиторское творчество фон Вальтерсхаузена выдержано в позднеромантическом духе. Его основные произведения — пять опер, из которых наиболее известна «Полковник Шабер» (нем. Oberst Chabert; 1910, по одноимённому роману Оноре де Бальзака), возобновлённая в 2010 году Немецкой оперой в Берлине, несколько крупномасштабных симфонических полотен, в том числе Апокалиптическая симфония (нем. Apokalyptische Symphonie; 1924) и симфоническая поэма «Геро и Леандр» (1925), вокальные сочинения, среди которых Семь песен на стихи Рикарды Хух (1913).
Из музыковедческих работ фон Вальтерсхаузена наиболее значителен четырёхтомник «Музыкальная стилистика в подробном изложении» (нем. Musikalische Stillehre in Einzeldarstellungen; 1920—1923): каждый том детально анализирует одно произведение — это «Волшебная флейта» Моцарта, «Зигфрид-идиллия» Рихарда Вагнера, «Вольный стрелок» Вебера и «Орфей и Эвридика» Глюка. Он опубликовал также книгу о Рихарде Штраусе (1921), две книги о дирижёрском искусстве, сборник стихов.
Почётный доктор Франкфуртского университета имени Иоганна Вольфганга Гёте.